# 西班牙国徽
西班牙王國的國徽是有八個紋章組合而成：
- 紅襯金城堡代表著卡斯蒂利亚王国
- 白襯紅獅子代表著莱昂王国
- 阿拉貢王國的紅黃條
- 納瓦拉王國的金鎖鏈
- 格拉納達的绿叶红石榴
- 波旁王朝的家族徽章百合花
- 西班牙王冠
- 奥地利皇冠，纪念查理五世

國徽兩側是海格力斯之柱，直布羅陀海峽的古老名称。饰带上文字PLUS ULTRA是拉丁語，意思為大海之外，还有领土。

## 图集

### 国家机构
| 机构采用的国徽变体 | 机构采用的国徽变体         | 机构采用的国徽变体 | 机构采用的国徽变体 | 机构采用的国徽变体 |
| ------------------ | -------------------------- | ------------------ | ------------------ | ------------------ |
|                    |                            |                    |                    |                    |
| 参议院             | 众议院                     | 西班牙国务委员会   | 司法权总委员会     | 西班牙司法院       |
|                    |                            |                    |                    |                    |
| 国家警察部队       | 海关监管服务（海关监察局） | 国家法律代表实体   | 律师总会           | 律师总理事会       |

### 历代国徽
- 西班牙帝国
1492年－1504年
- 西班牙帝国
1504年－1555年
- 西班牙帝国
1556年－1558年
- 西班牙帝国
1558年－1580年
- 西班牙帝国
1580年－1668年
- 西班牙帝国
1668年－1700年
- 西班牙波旁王朝
1700年－1761年
- 西班牙波旁王朝
1761年－1785年
- 西班牙王国
1785年－1868年
- 西班牙王国
1871年－1873年
- 西班牙第一共和国
1873年－1874年
- 西班牙王国
1874年－1931年
- 西班牙第二共和国
1931年－1939年
- 西班牙国
1936年－1939年
- 西班牙国
1939年－1945年
- 西班牙国
1945年－1977年
- 西班牙国
1977年－1981年
- 西班牙王国
1981年至今